# HMS Bulwark (1899)
El HMS Bulwark, fue uno de los cinco acorazados pre-dreadnought de la clase London construidos para la Royal Navy a finales del siglo XIX. Los London eran una subclase de los pre-dreadnoughts de la clase Formidable. Terminado en 1902, fue asignado inicialmente a la Flota del Mediterráneo como su buque insignia. El acorazado sirvió en la Flota del Canal y la Home Fleet de 1907 a 1910, generalmente como buque insignia. De 1910 a 1914, estuvo en reserva en la Home Fleet.
Tras el inicio de la Primera Guerra Mundial en agosto de 1914, el Bulwark, junto con el resto del escuadrón, se unió a la reformada Flota del Canal para proteger a la Fuerza Expedicionaria Británica mientras se movía a través del Canal de la Mancha hacia Francia. El 26 de noviembre de 1914 fue destruido por una gran explosión interna con la pérdida de 741 tripulantes cerca de Sheerness, sobreviviendo únicamente una docena de hombres a la detonación. Probablemente fue causada por el sobrecalentamiento de las cargas de cordita que se habían colocado junto a un mamparo de la sala de calderas. Poco del barco sobrevivió para ser rescatado y sus restos fueron designados como un sitio controlado bajo la Ley de Protección de Restos Militares de 1986. Por lo general, está prohibido bucear en el pecio.

## Diseño y descripción

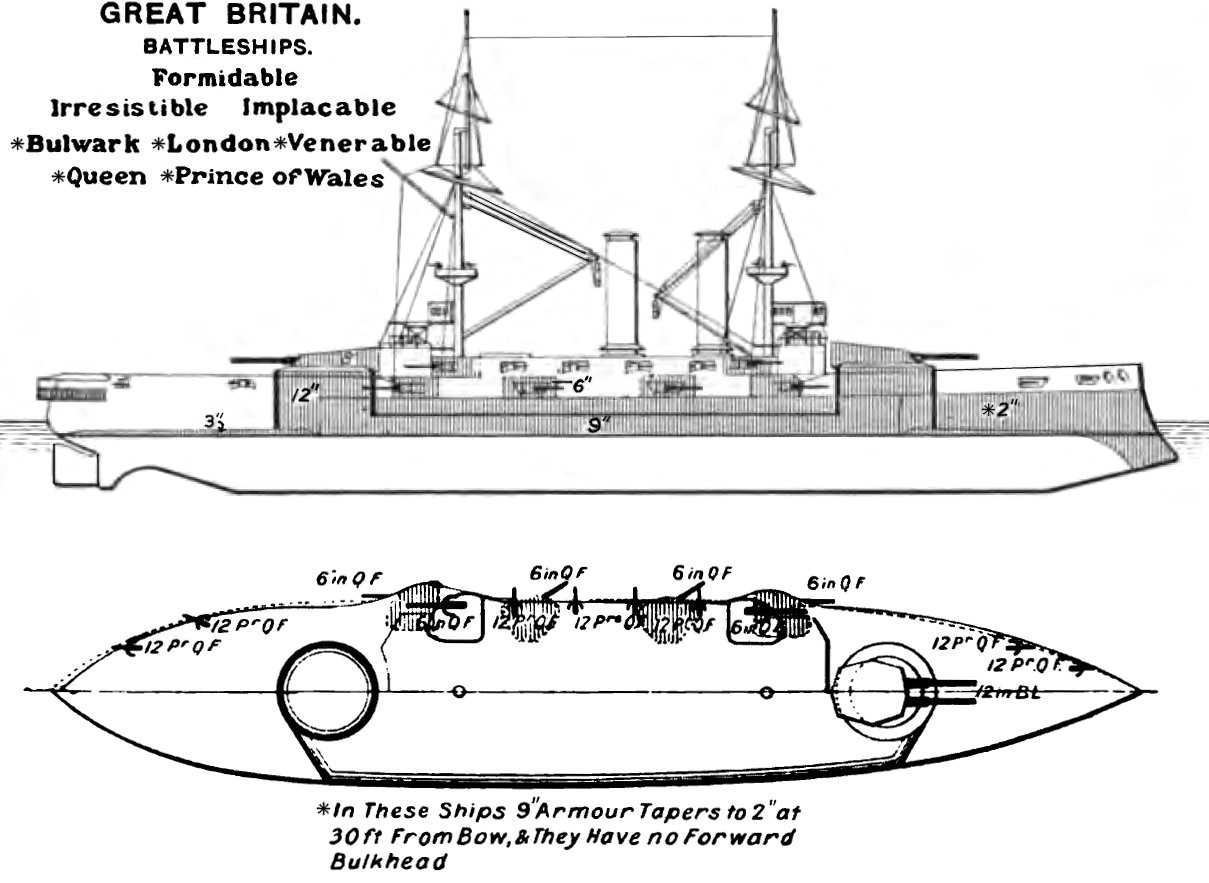
Plano simplificado con expresión del armamento de la clase London en 1906

La orden de construcción de los cinco buques de la clase London data de 1898 en respuesta al aumento de la construcción naval por parte de la Armada Imperial Rusa. El diseño para la clase London se preparó en 1898; era una repetición virtual de la clase Formidable anterior, aunque con una revisión significativa del esquema de protección del blindaje delantero. En lugar de un mamparo transversal tradicional para el extremo delantero del blindaje del cinturón principal, el cinturón se llevó más adelante y gradualmente se estrechó en grosor. También se reforzó el blindaje de cubierta.

### Dimensiones y tripulación
El Bulwark tenía 431 pies y 9 pulgadas (131,6 m) de eslora, con una manga de 75 pies (22,9 m) y un calado de 28 pies y 2 pulgadas (8,59 m) a plena carga. Desplazaba 15 366 toneladas largas (15 613 t) normalmente y hasta 15 955 toneladas largas (16 211 t) a plena carga. La nave tenía una altura metacéntrica de 4,46 pies (1,36 m). Su tripulación contaba con 738 oficiales y marineros regularmente y hasta 789 cuando servía como buque insignia. 

### Propulsión
Los barcos de la clase London estaban propulsados por un par de máquinas de vapor verticales invertidas de triple expansión, de tres cilindros. Éstos eran de 31 1⁄2 pulgadas (800 mm), 51 1⁄2 pulgadas (1 310 mm) y 84 pulgadas (2 100 mm) de diámetro con una carrera de 4 pies y 3 pulgadas (1,30 m). Cada conjunto accionaba una hélice, utilizando vapor proporcionado por veinte calderas Belleville. Las calderas se dividieron en dos embudos ubicados en el centro del barco. Los barcos de la clase London tenían una velocidad máxima de 18 nudos (33 km/h; 21 mph) desde 15 000 caballos de fuerza indicados (11 000 kW). Durante sus pruebas de mar, el Bulwark alcanzó los 18,2 nudos (33,7 km/h; 20,9 mph) desde 15.353 ihp (11 449 kW). Los barcos llevaban suficiente carbón para darles un alcance de 5 550 millas náuticas (10 280 km; 6 390 millas) a una velocidad de 10 nudos (19 km/h; 12 mph).

### Armamento
El armamento principal de la clase London consistía en cuatro cañones BL Mk IX de 12 pulgadas (305 mm) montados en torretas de dos cañones, una a proa y otra a popa de la superestructura. Su armamento secundario consistía en una docena de cañones BL Mk VII de 6 pulgadas (152 mm) montados en casamatas a los lados del casco. La defensa contra los torpederos fue proporcionada por dieciséis cañones de tiro rápido (QF) de 12 libras (3 pulgadas, 76 mm) 12 cwt, ocho de los cuales estaban montados en la superestructura central y los ocho cañones restantes estaban colocados en la cubierta principal a proa y popa y disparados a través de troneras sin blindaje en el casco. Cada uno de los dos cofas de combate estaba provista de tres cañones Hotchkiss QF de 3 libras y 1,9 pulgadas (47 mm). Como era costumbre en los acorazados de la época, también estaban equipados con cuatro tubos lanzatorpedos sumergidos de 18 pulgadas (450 mm) en el casco, dos en cada costado.

### Blindaje
Los London tenían un cinturón blindado de 9 pulgadas (229 mm) de grosor; los mamparos transversales en el extremo de popa de la cinta tenían de 9 a 12 pulgadas (229 a 305 mm) de espesor. Las caras de la torreta del cañón principal estaban protegidas por placas de blindaje de 8 pulgadas (203 mm) de espesor, sobre barbetas de 12 pulgadas, y los cañones de casamata estaban protegidos con 6 pulgadas de acero Krupp. La torre de mando tenía lados de 14 pulgadas (356 mm) de espesor. La serie London equipaba sus buques con tres cubiertas blindadas, que variaban en espesor entre 1 y 2,5 pulgadas (25 y 64 mm) cada una. La construcción del buque supuso un coste de 1 056 816 de libras esterlinas de la época.

## Construcción
El Bulwark, llamado así por "la parte sólida del costado de un barco que se extiende por encima de la cubierta" (baluarte, español), fue el cuarto barco de su nombre en servir en la Royal Navy. El buque fue uno de los tres acorazados mandados construir como parte de las Estimaciones Navales de 1898-1899. Fue puesto en quilla en la base naval HMNB Devonport, el 20 de marzo de 1899 y botado el 18 de octubre del mismo año por Lady Harriet Fairfax, esposa del almirante Sir Henry Fairfax, Comandante en Jefe de Plymouth. El barco fue terminado en marzo de 1902, a un costo de 997,846 £ más otras 167,970 £ en concepto de armamento. El Bulwark fue asignado a la Royal Navy y capitaneado por Frederick Hamilton el 18 de marzo de 1902 para servir en la Flota del Mediterráneo. El almirante Sir Compton Domvile izó su bandera (como buque insignia) a bordo el 1 de mayo como comandante en jefe de la Flota del Mediterráneo.

## Historial de servicio

### 1902-1904

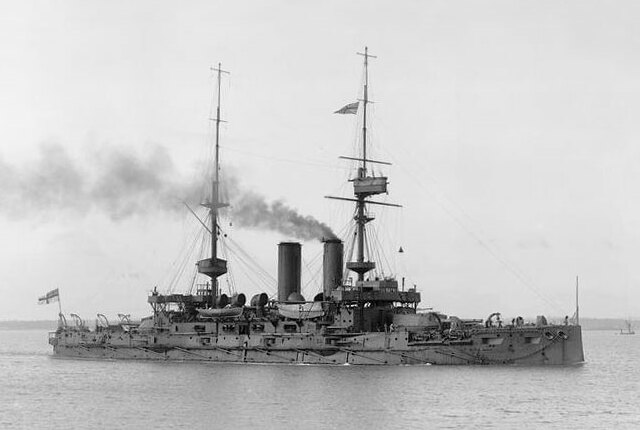
El Bulwark en navegación, visto por su costado de estribor.

Salió de Plymouth cinco días después, llegando a Gibraltar el día 10, luego se dirigió a Malta. En agosto, fue el buque insignia de un escuadrón que visitó el Mar Egeo para maniobras combinadas y visitas a Lemnos y Nauplia, siendo ligeramente dañado durante un ejercicio en el que el acorazado Formidable calculó mal la distancia mientras intentaba remolcar al Bulwark, chocando con él. Al mes siguiente, comenzaron las maniobras anuales con la Flota del Canal de la Mancha frente a las costas de Grecia e Italia. Visitó Cagliari en octubre durante el ejercicio. A finales de diciembre de 1902 estaba de vuelta en aguas griegas cuando visitó Ástaco en el Mar Jónico con el HMS Irresistible y el HMS Pioneer. El 18 de abril de 1903, el rey Eduardo VII fue recibido a bordo del Bulwark y pasó revista a la flota dos días después. Durante las maniobras de la flota en agosto frente a las costas de Portugal, el barco recibió la visita del rey Carlos I de Portugal. Durante la visita del káiser Guillermo II a Malta en abril de 1904, asumió el mando temporal del Bulwark el 11 de abril como almirante honorario británico de la flota. El Bulwark a veces sirvió como observador durante las maniobras con la Flota del Canal en mayo de 1905, en lugar de participar en ellas. La Flota del Mediterráneo fue requerida en Malta desde el Mar Adriático el 27 de octubre después del Incidente del banco Dogger, donde la Flota Rusa del Báltico disparó por error contra los pescadores británicos mientras atravesaba el Mar del Norte en ruta hacia Extremo Oriente durante la Guerra Ruso-Japonesa. La flota llegó el día 29 y comenzó a cargar carbón y municiones en preparación de un conflicto con los rusos, pero se retiró el 2 de noviembre después de que éstos accedieran a investigar el incidente. El 10 de diciembre, el Bulwark recibió la orden de regresar a Inglaterra para que su tripulación estuviera fuera de servicio por un breve plazo. El barco partió de Malta el 14 de diciembre, llegó a Devonport el 21 de diciembre y finalizó su comisión dos días después.

### 1905-1906
El Bulwark fue recomisionado el 3 de enero de 1905 con el Commander Edward Philpotts como Comandante interino de  la flota, partiendo el 5 de enero hacia Malta y arribando el día 12. El 9 de junio, el barco llegó a Génova, donde el capitán Osmond Brock relevó a Philpotts. Dos días después, el buque llegó a Malta, donde el almirante Lord Charles Beresford izó su bandera a bordo como nuevo comandante en jefe de la Flota del Mediterráneo, relevando a Domville. El Bulwark, como buque insignia, rindió visita de cortesía a Barcelona el 4 de julio de 1905, proveniente de Mahón y puso rumbo seguidamente a Gibraltar el 11 de julio, junto con otros nueve buques de la flota.
El 30 de octubre de 1905, el Bulwark comenzó un largo reacondicionamiento en Malta que duró hasta el 5 de febrero de 1906; el trabajo incluyó la adición de spotting tops equipados con telémetros de coincidencia Barr & Stroud de 4 pies y 6 pulgadas (1,37 m). El 10 de febrero, el barco partió hacia Lagos (Portugal), para reunirse con las flotas del Canal de la Mancha y del Atlántico para maniobras que duraron el resto del mes. Las maniobras anuales que comenzaron el 24 de junio fueron diseñadas para evaluar la efectividad de nuevas estrategias de asalto, con el Bulwark como buque insignia de cierre de la flota, tras lo que dio comienzo la acción general tres días después. En 1906-1907, todos los cañones de 12 libras de la cubierta principal fueron reposicionados en la superestructura.

### 1907-1909
El 19 de enero de 1907, partió de Malta hacia la base naval de Portsmouth para finalizar su comisión; después de llegar el 26 de enero, el comandante de la flota, C. Beresford arrió su bandera, aunque el barco estuvo formalmente en servicio hasta el 11 de febrero en Devonport. El 12 de febrero, el Bulwark fue puesto de nuevo en servicio bajo el mando del capitán Bertram Chambers para servir como buque insignia del contralmirante Frank Finnis de la División Nore, encuadrado en la Home Fleet. El barco visitó Trondheim (Noruega), el 18 de junio y luego Invergordon (Escocia), el 26 del mismo mes. Estuvo presente durante la revisión de la flota realizada por el rey Eduardo en Cowes el 3 de agosto. Después de participar en las maniobras de la flota a principios de octubre, el Bulwark encalló dos veces cerca de Lemon Light en el Mar del Norte mientras intentaba evitar los barcos pesqueros holandeses el 26 de octubre, pero pudo liberarse en ambas ocasiones. Su fondo fue ligeramente dañado durante los incidentes y entró en dique seco en el astillero de Chatham el 31 de octubre para comenzar las reparaciones y un largo reacondicionamiento que duró hasta el 9 de marzo de 1908. Mientras aún estaba en manos de los astilleros, el capitán Arthur Leveson asumió temporalmente el mando el 3 de enero y el contralmirante Stanley Colville relevó a Finnis al mando de la División Nore el 17 de enero. Después de realizar entrenamientos y pruebas de torpedos y artillería durante los meses anteriores, el capitán Robert Falcon Scott, famoso por su exploración antártica, fue nombrado capitán del Bulwark el 18 de mayo. El 1 de agosto, el buque atracó en el astillero Sheerness para descanso de la tripulación, siendo que algunos de sus miembros se unieron a los acorazados Duncan y Magnificent cuando fue dado de baja formalmente el 17 de agosto. El Bulwark fue puesto de nuevo en servicio al día siguiente con una pequeña guarnición del acorazado Majestic. Fue transferido a la Flota del Canal de la Mancha el 3 de octubre y llegó al estrecho de Plymouth el 11 de diciembre. Diez días más tarde, en el astillero de Devonport comenzaron las reparaciones de las torretas de 12 pulgadas del barco y el reemplazo de los cañones desgastados que tardarían hasta el 3 de marzo de 1909 en completarse. Ese mismo día, el capitán Bentinck Yelverton asumió el mando del acorazado. Bajo la reorganización de la flota del 24 de marzo de 1909, la Flota del Canal de la Mancha se convirtió en la 2.ª División de la Home Fleet. El Bulwark estuvo presente en la revista de la flota en Spithead realizada para los Lores del Almirantazgo el 12 de junio.

### 1909-1914
Fue reacondicionado en Devonport del 25 de agosto al 17 de diciembre y fue dado de baja el 28 de febrero de 1910. Al día siguiente, el Bulwark volvió a entrar en servicio en la reserva de Devonport con una tripulación de núcleo como buque insignia del vicealmirante George Neville, vicealmirante de la 3.ª y 4.ª Divisiones de la Home Fleet, en The Nore, con el capitán Cunningham Foot al mando temporal. Fue relevado por el capitán George Hope el 18 de marzo.  El Bulwark participó en las maniobras anuales en julio y comenzó un breve reacondicionamiento el 30 de diciembre que se completó el 25 de febrero de 1911. El capitán Edmund Hyde Smith relevó al Hope el 24 de marzo y el vicealmirante príncipe Luis de Battenberg asumió el mando de la 3.ª y 4.ª Divisiones. El 25 de abril finalizó la comisión del buque, y el príncipe Luis arrió su bandera en el buque ese mismo día, como comandante de la flota. Al día siguiente el Bulwark fue recomisionado como buque privado con una tripulación de núcleo. El barco estuvo presente durante la Revista de la Flota de Coronación del Rey Jorge V en Spithead el 24 de junio. El Bulwark llegó a Chatham el 23 de julio para descargar sus municiones y provisiones en preparación para un extenso reacondicionamiento que comenzó el 1 de septiembre y duró hasta el 1 de mayo de 1912.
En ese momento, un par de los cañones de 3 libras habían sido reposicionados en el puente y los otros habían sido retirados. Mientras realizaba pruebas en el mar, el barco encalló dos veces en Barrow Deep (un canal del estuario del Támesis), frente al Nore, durante las pruebas de reacondicionamiento el 4 de mayo de 1912, dañando extensamente su fondo. Las reparaciones no se completaron hasta finales de mes. El 4 de junio, el capitán Herbert Chatterton volvió a poner en servicio al Bulwark, que fue asignado al 5.º Escuadrón de Batalla (5th BS) de la Segunda Flota. Sirvió brevemente como buque insignia para el segundo al mando de la escuadra desde el 20 de agosto hasta septiembre, cuando su propio barco regresó. Aparte de la práctica ocasional de artillería, el barco estuvo muy inactivo durante el resto del año; por ejemplo, no salió de Spithead desde el 18 de noviembre de 1912 hasta el 25 de febrero de 1913. El Bulwark fue reacondicionado en Portsmouth del 14 de abril al 4 de junio. El buque participó en las maniobras anuales de la flota en agosto y regresó a Spithead el 30 de octubre, donde permaneció durante el resto del año. El capitán Guy Sclater relevó a Hyde Smith el 17 de noviembre.
El Bulwark fue visitado por el rey Cristián X de Dinamarca cuando inspeccionó el escuadrón el 9 de mayo de 1914. El 22 de mayo, comenzó su reacondicionamiento anual en Chatham, que se completó el 9 de julio. Al día siguiente fue alertado para que se preparara para una movilización de prueba en lugar de las maniobras anuales de la flota como parte de la respuesta británica a la Crisis de julio. La movilización fue ordenada el 15 de julio, y la flota fue puesta a punto dos días después en Spithead, después de lo cual realizó ejercicios.

### Primera Guerra Mundial
Al comienzo de la Primera Guerra Mundial, el Bulwark y el 5th BS tenían su base en Portland y fueron asignados a la recién reformada Flota del Canal para defender el Canal de la Mancha. Después de cubrir el transporte seguro de la Fuerza Expedicionaria Británica a Francia en agosto, el 5th BS permaneció en Portsmouth hasta el 4 de septiembre, cuando regresaron a Portland. Permanecieron allí hasta octubre, aparte de los ejercicios. Del 5 al 9 de noviembre, el Bulwark acogió el consejo de guerra contra el contralmirante Sir Ernest Troubridge por sus acciones durante la persecución del crucero de batalla alemán SMS Goeben y el crucero ligero SMS Breslau en el mar Mediterráneo en agosto. El 14 de noviembre, el 5th BS fue transferido a Sheerness debido a la preocupación de que se avecinaba una invasión alemana de Gran Bretaña.

## Hundimiento

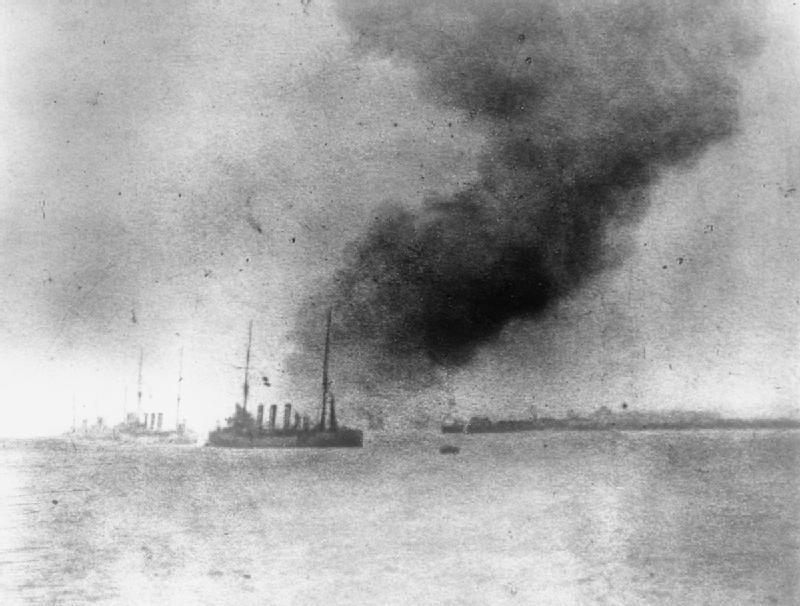
El Bulwark explota en Sheerness, 26 de noviembre de 1914.

Una potente explosión interna destrozó el Bulwark alrededor de las 07:53 del 26 de noviembre de 1914 mientras estaba amarrado en la boya número 17 en Kethole Reach, a 4 millas náuticas (7,4 km) al oeste de Sheerness en el estuario del río Medway. Todos los oficiales del barco murieron en la explosión y solo una docena de marineros sobrevivieron. Un total de 741 hombres se perdieron, incluidos los miembros de la banda de la escuela de artillería de la base naval HMS Excellent, que tocaba a bordo. Solo se recuperaron unos 30 cuerpos después de la explosión.
En términos de pérdidas de vidas, el incidente sigue siendo la segunda explosión accidental más catastrófica en la historia del Reino Unido, sólo superada por la explosión del acorazado acorazado HMS Vanguard, provocada por un incendio que detonó un pañol de municiones en Scapa Flow en 1917.
Un tribunal naval que investigó las causas de la explosión el 28 de noviembre descartó explosiones externas, como un torpedo o una mina naval, porque los testigos oculares hablaron de un destello de llamas cerca de la torreta de popa y de una o dos explosiones rápidamente después, y no de la columna de agua asociada a las explosiones contra el casco exterior. El cuaderno de control de artillería, recuperado parcialmente intacto, y el testimonio del jefe de artilleros, así como el de otros supervivientes, afirmaron que los cargadores de munición de seis pulgadas estaban siendo reaprovisionados para mantener las cargas de propelente de cordita juntas en lotes esa mañana. Esto significaba que al menos 30 cargas expuestas habían quedado en los pasillos transversales entre los pañoles de munición con las puertas de los mismos abiertas cuando la tripulación del buque fue llamada a desayunar a las 07:45 horas. 
El tribunal concluyó que las cargas de cordita se habían colocado contra uno de los mamparos de la sala de calderas, cuya temperatura aumentaba a medida que se encendían las calderas. Esto encendió las cargas de cordita que detonaron los proyectiles cercanos y se extendieron al cargador de doce pulgadas de popa, que explotó.

### Pecio
El 29 de noviembre, los buzos enviados a encontrar los restos del naufragio informaron que la amura a proa de babor del barco, hasta a popa del compartimento médico, había sido arrancada por la explosión y se encontraba a 50 pies (15 m) al este del amarre. La amura de proa de estribor estaba a 30 pies (9 m) más lejos. El resto del barco había sido destrozado tan violentamente que no se pudieron encontrar otras grandes porciones de los restos del naufragio. Un cañón de 12 pulgadas fue localizado el 28 de diciembre, a una distancia considerable de su amarre y luego, recuperado.
El pecio, que está situado en las coordenadas 51°25′29″N 0°39′20″E / 51.42472, 0.65556, está marcado por las boyas East Bulwark y West Bulwark. Fue designado como sitio controlado en 2008 debido a que son restos militares y no se puede bucear en él salvo con permiso del Ministerio de Defensa.

## Reconocimientos

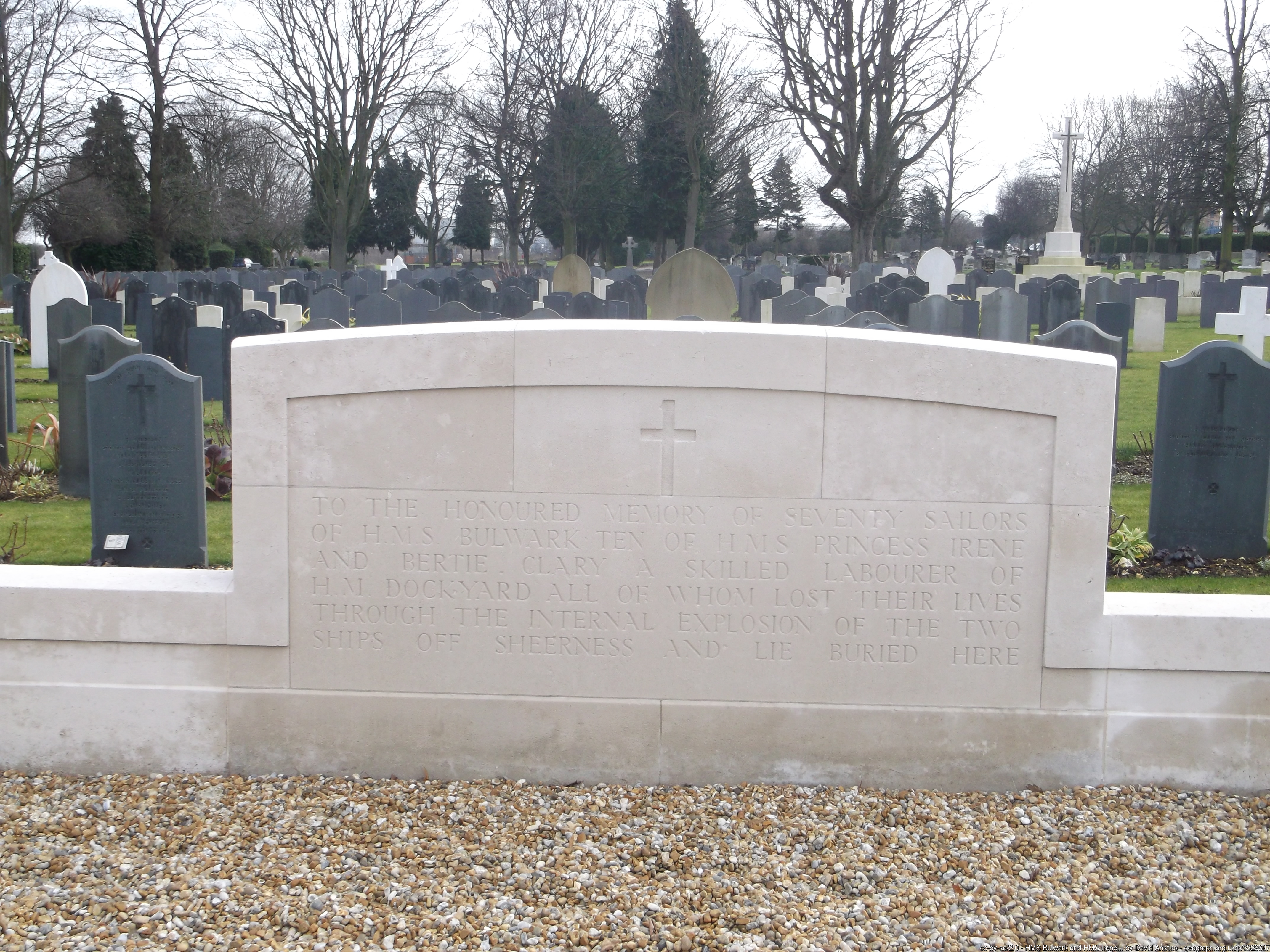
Monumento a los caídos en el accidente del HMS Bulwark y del HMS Princess Irene

En 1921 se erigió un monumento a los caídos en el Bulwark y en el minador HMS Princess Irene (también perdido en una explosión accidental) en la iglesia del astillero de Sheerness. Fue dedicado por el Archidiácono Charles Ingles, capellán de la flota, y desvelado por el almirante Hugh Evan-Thomas, Comandante en Jefe de la División Nore. Las víctimas de ambos barcos también se conmemoran en el Monumento a la Guerra Naval de Portsmouth. Otro monumento fue colocado en el Woodlands Road Cemetery, en Gillingham (condado de Kent), como parte del Cementerio Naval.